# GS Андромеды
GS Андромеды (лат. GS Andromedae) — одиночная переменная звезда в созвездии Андромеды на расстоянии приблизительно 473 световых лет (около 145 парсеков) от Солнца. Видимая звёздная величина звезды — от +18,5m до +16,4m.

## Характеристики
GS Андромеды — красная эруптивная переменная звезда типа UV Кита (UV) спектрального класса sdM3,0+. Эффективная температура — около 3933 K.